# Coroa do sumo sacerdote de Israel

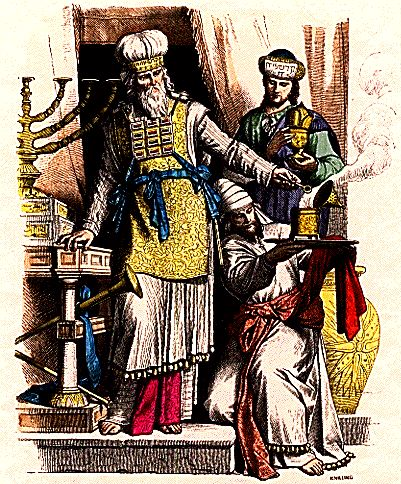
Sumo Sacerdote judeu usando as vestes sagradas, o Tzitz é retratado acima de sua testa em amarelo. Os fios superiores podem ser vistos sobre seu turbante.

O coroa de ouro (em hebraico: tsits ציץ) era a tiara usada pelo Sumo Sacerdote sempre que ele ia ministrar no Tabernáculo ou no Templo em Jerusalém.
O mandamento em relação ao coroa encontra-se em Êxodo 28:36–38:

[36] Também farás uma lâmina de ouro puro, e nela gravarás como as gravuras de selos: SANTIDADE AO SENHOR. [37] E atá-la-ás com um cordão de azul, de modo que esteja na mitra, na frente da mitra estará; [38] E estará sobre a testa de Arão, para que Arão leve a iniquidade das coisas santas, que os filhos de Israel santificarem em todas as ofertas de suas coisas santas; e estará continuamente na sua testa, para que tenham aceitação perante o SENHOR.
O coroa era uma pequena placa retangular de ouro maciço, gravada em letras hebraicas e furos, perfurados em cada um dos quatro cantos por onde os fios azuis eram enroscados (Êxodo 39:31), que apoiava o coroa no turbante do Sumo Sacerdote. Tradicionalmente, entende-se que um conjunto de fios eram colocados em torno da cabeça do sumo sacerdote, na base do turbante, e o outro era colocado sobre a coroa da cabeça, todas se encontrando na parte de trás da cabeça para fixar o coroa no lugar.
Êxodo 39:30 se refere ao coroa como a "coroa sagrada."
De acordo com o Talmude (B.Zevachim 88b), o uso do coroa expiava o pecado de arrogância por parte dos filhos de Israel.